# یومالا
یومالا (به لاتین: Jomala) یک منطقهٔ مسکونی در فنلاند است که در جزایر الند واقع شده و ۵۰۵۵ نفر جمعیت دارد.